# Resolutie 1539 Veiligheidsraad Verenigde Naties
Resolutie 1539 van de Veiligheidsraad van de Verenigde Naties werd unaniem door de VN-Veiligheidsraad aangenomen op 22 april 2004 en riep partijen in gewapende conflicten op het gebruik van kindsoldaten te stoppen.

## Inhoud

### Waarnemingen
Hoewel intussen vooruitgang was gemaakt bij de ontwikkeling van standaarden en normen voor de bescherming van kinderen in gewapende conflicten was daar op het terrein nog niet veel van de merken. Landen hadden de verantwoordelijkheid om de straffeloosheid van plegers van genocide, misdaden tegen de menselijkheid, oorlogsmisdaden en andere misdaden tegen kinderen te beëindigen. Er werd nog opgemerkt dat het opnemen van kinderen onder 15 in het leger of hen laten deelnemen aan vijandelijkheden geldt als een oorlogsmisdaad. De minimumleeftijd voor het leger en deelname aan vijandelijkheden moest worden opgetrokken tot 18 jaar.

### Handelingen
Het rekruteren van kindsoldaten, het doden en verminken van kinderen, verkrachting en seksueel geweld tegen vooral meisjes, ontvoering en gedwongen verhuizing, kinderen humanitaire hulp ontzeggen, scholen en ziekenhuizen aanvallen en het verhandelen, dwangarbeid en alle vormen van slavernij tegen kinderen werden sterk veroordeeld.
De Secretaris-Generaal werd gevraagd binnen de 3 maanden een actieplan op te stellen om systematisch en grondig toe te zien en informatie te vergaren over het gebruik van kindsoldaten. De Veiligheidsraad zelf was van plan maatregelen te nemen tegen het verband tussen gewapende conflicten en de illegale ontginnen van grondstoffen, illegale wapenhandel en
grensoverschrijdende ontvoeringen en rekrutering.
De Secretaris-Generaal had een lijst opgesteld van partijen in conflicten die nog steeds kindsoldaten inzetten. Zij werden opgeroepen binnen de 3 maanden actieplannen op te stellen om hiermee te stoppen. Tegen partijen die weigerden en ook niet wilden praten zouden gerichte maatregelen, zoals wapenembargo's, worden genomen.
Voorts was men bezorgd om de seksuele uitbuiting van vrouwen en meisjes in tijden van humanitaire crisis, onder meer ook door hulpverleners en vredeshandhavers.
De Raad verwelkomde ook initiatieven van internationale organisaties om kinderbeschermingsbeleid en -programma's op te zetten, erop toe te zien, er personeel voor te voorzien tijdens operaties en initiatieven te nemen om voor kinderen schadelijke activiteiten te stoppen.
Ten slotte werd de Secretaris-Generaal gevraagd tegen 31 oktober te rapporteren over de uitvoering van deze resolutie door de vernoemde partijen en de vooruitgang van het actieplan.

## Verwante resoluties
- Resolutie 1460 Veiligheidsraad Verenigde Naties (2003)
- Resolutie 1467 Veiligheidsraad Verenigde Naties (2003)
- Resolutie 1612 Veiligheidsraad Verenigde Naties (2005)
- Resolutie 1674 Veiligheidsraad Verenigde Naties (2006)

Lijst ·  1522 ·  1523 ·  1524 ·  1525 ·  1526 ·  1527 ·  1528 ·  1529 ·  1530 ·  1531 ·  1532 ·  1533 ·  1534 ·  1535 ·  1536 ·  1537 ·  1538 ·  1539 ·  1540 ·  1541 ·  1542 ·  1543 ·  1544 ·  1545 ·  1546 ·  1547 ·  1548 ·  1549 ·  1550 ·  1551 ·  1552 ·  1553 ·  1554 ·  1555 ·  1556 ·  1557 ·  1558 ·  1559 ·  1560 ·  1561 ·  1562 ·  1563 ·  1564 ·  1565 ·  1566 ·  1567 ·  1568 ·  1569 ·  1570 ·  1571 ·  1572 ·  1573 ·  1574 ·  1575 ·  1576 ·  1577 ·  1578 ·  1579 ·  1580